# Хайрулин, Рамиль Ратмирович
Рамиль Ратмирович Хайрулин (родился 23 января 1985 в Москве), в русскоязычных СМИ встречается также транскрипция Рамиль Хайруллин — российский кинопродюсер, режиссёр и политический аналитик.

## Биография
В 2007 году окончил Российский национальный исследовательский медицинский университет имени Н. И. Пирогова, медико-биологический факультет по специальности врач биофизик.
С 2005 по 2006 год работал в журнале «Весь PROкат+» ответственным редактором и корреспондентом.
В 2009 году занимался молодёжной политикой в СВАО, был помощником члена Общественного Совета г. Москвы «Комиссия по межнациональной миграционной политике» и работал в молодёжной газете «Северное Сияние» главным редактором.
В 2009 году открыл АНО «Независимые Гуманитарные Проекты». Основными видами деятельности стали решение основных проблем по трудоустройству и профессиональной подготовке молодых людей с ограниченными возможностями здоровья. В апреле 2009 года приняли участие в форуме людей с ограниченными возможностями здоровья в рамках Кинофестиваля SyrFilmFest’09, г. Сиракьюс, Нью-Йорк, США, где провели показы кинофильмов Эдуарда Тополя «На краю стою» и Сергея Говорухина «Никто, кроме нас…» о людях прошедших горячие точки.
С 2010 года — генеральный продюсер кинокомпании «TVOROG Media Group».
В 2011 году дебютировал с кинопроектом «Куклы», режиссёра Артема Аракеляна в качестве продюсера. В этом же году вошёл в состав жюри финала конкурса режиссёрских проектов кинофестиваля «Арткино».
В 2011 принял участие на Международном фестивале рекламы «Каннские львы» 2011.
С 2012 года — российский политический аналитик телеканалов Кувейта и «Аль-Алам».
В 2012 году стал продюсером фильма «Арена», режиссёра Эдуарда Бордукова, ставший участником программы ShortFilmCorner 66-го Каннского кинофестиваля. Одну из главных ролей в фильме исполнил известный молодой актёр Азамат Нигманов(Приз за лучшую мужскую роль на 23-м фестивале «Кинотавр» за фильм «Конвой», режиссёр Алексей Мизгирев).
С 2012 по 2013 год исполнительный продюсер фильмов из кинодокументального проекта «Мусульмане, которыми гордится Россия»: «Фильм первый. Опередивший время. Хайдар Мусин», «Фильм второй. Звездный час Салижана Шарипова», «Фильм третий. Путь в Мекку. Абдульазиз Давлетшин». Проект призван на реальных примерах показать, что не существует конфликта между понятиями «мусульманин» и «патриот России».
В 2013 году исполнительный продюсер художественного фильма «И мы любим жизнь» о жизни блокадного сектора Газа, Палестины производства «ART FILM» и «TVOROG Media Group» при участии премьер-министра правительства Газы Исмаила Хания, режиссёр Абдулла Исса. 29 ноября 2013 фильм был показан на открытие Международного дня солидарности с палестинским народом при Организации Объединённых Наций, ООН в Москве. Это необычная картина представляет собой что-то между игровым и документальным кино: в рамках придуманного сценария показаны реальные герои и истории, сняты реальные ситуации и эмоции людей, переживших ужасные трагедии.
С 2018 года спикер в Государственном Бюджетном Учреждении города Москвы «Малый Бизнес Москвы».
С 2020 года работает в «красной зоне» в пандемию COVID-19 в больнице в Коммунарке (Главный врач Денис Николаевич Проценко)
.

## Фильмография
| Год  |     | Русское название | Оригинальное название                                                                    | Роль                          |
| ---- | --- | ---------------- | ---------------------------------------------------------------------------------------- | ----------------------------- |
| 2018 | ф   |                  | Смысл жизни                                                                              | продюсер                      |
| 2013 | ф   |                  | И мы любим жизнь                                                                         | исполнительный продюсер       |
| 2013 | док |                  | «Мусульмане, которыми гордится Россия» Фильм третий. Путь в Мекку. Абдульазиз Давлетшин. | исполнительный продюсер       |
| 2012 | док |                  | «Мусульмане, которыми гордится Россия» Фильм второй. Звёздный час Салижана Шарипова.     | исполнительный продюсер       |
| 2012 | док |                  | «Мусульмане, которыми гордится Россия» Фильм первый. Опередивший время. Хайдар Мусин.    | исполнительный продюсер       |
| 2012 | кор |                  | Арена                                                                                    | продюсер                      |
| 2012 | кор |                  | Астра, я люблю тебя. Алина.                                                              | актёр                         |
| 2012 | кор |                  | Аффект                                                                                   | продюсер                      |
| 2011 | кор |                  | Прямое включение                                                                         | продюсер                      |
| 2011 | кор |                  | Кризис                                                                                   | продюсер                      |
| 2011 | кор |                  | Там, где водятся звёзды                                                                  | продюсер                      |
| 2010 | кор |                  | Бумажное детство                                                                         | режиссёр, сценарист, продюсер |

## Участие и награды
- 2015 Участник внеконкурсной программы «Наше время» на Международном фестивале «Правдивое кино» в Тегеране, Иран[53] — документальный фильм «Мусульмане, которыми гордится Россия» Фильм первый. Опередивший время. Хайдар Мусин.
- 2013 Специальный приз «Гранат» от партнеров «KONIK Film Festival» ГБУК «Московское кино» на «KONIK» Film-Festival в Москве[54] — фильм «Арена»
- 2013 Участник внеконкурсной программы «Неформат» 1-го Международного фестиваля короткометражного кино «КОРОЧЕ» в Калининграде[55] — фильм «Арена»
- 2013 Участник программы «БЕЗ АНЕСТЕЗИИ» 9-го Международного фестиваля короткометражного кино и анимации OPEN CINEMA в Санкт-Петербурге[56] — фильм «Арена»
- 2013 Участник программы «Коротко и ясно» VII Международного кинофестиваля им. Андрея Тарковского «Зеркало» в Иваново[57] — фильм «Арена»
- 2013 Участник программы ShortFilmCorner 66-й Каннский кинофестиваль[58] — фильм «Арена»
- 2013 Участник внеконкурсной программы кинофестиваля Monaco Charity Film Festival 2013 в Монако[59] — фильм «Арена»
- 2013 Диплом на 36-м кинофестивале Grenzland-Filmtage в Германии[60] — фильм «Арена»
- 2013 Участник конкурсной программы 14-го KAN Film Festival в Польше[61] — фильм «Арена»
- 2013 Участник конкурсной программы 5-го Ljubljana International Short Film Festival в Словении[62] — фильм «Арена»
- 2012 Приз «Золотая лада» на кинофестивале «Встречи на Вятке»[63] — фильм «Там, где водятся звезды»
- 2012 Участник документальной программы на Московском фестивале короткометражных фильмов «Дебютное кино»[64][65] — фильм «Кризис»
- 2012 Участник внеконкурсной программы Международный фестиваль ВГИК 2012[66] — фильм «Кризис»